# Tharra picta
Tharra picta är en insektsart som beskrevs av Xavier Montrouzier 1861. Tharra picta ingår i släktet Tharra och familjen dvärgstritar. Inga underarter finns listade i Catalogue of Life.